# Томин устанак
Устанак Томе Словена је велики грађански рат који је задесио Византију у периоду од 821. до 823. године. Током ове побуне Цариград се нашао под опсадом. У време овог догађаја Византијом је владао цар Михаило.

## Позадина
Тома Словен био је малоазијски роб који је заједно са Михаилом II и Лавом V учествовао у побуни Вардана Турчина. Том приликом им је видовити старац предвидео да ће побуна пропасти, а да ће двојица од њих постати цареви, док ће трећи бити на корак од царског престола. Пророчанство се и испунило. Побуна пропада, а Лав и Михаило постају цареви. Тома већ у време Лава V уз подршку рапа сакупио велику пратњу у којој су се налазили и Арапи, Персијанци, Јермени, Иберијци и друга кавкаска племена.
Побуна је добила и социјално-револуционарни карактер. Тома је у рат ишао у име сиромашног народа и решавања њихових проблема. Тиме је покренуо велике народне масе огорчене бедом, високим порезима и самовољом чиновника. Како један византијски хроничар извештава "Роб је подигао руку да убије свога господара, а војник да убије свога официра". Устанак се брзо проширио у Малој Азији, од 6 малоазијских тема цару су остале верне само 2. Тому је антиохијски патријарх крунисао за цара што се није могло обавити без одобрења калифа. Подршка теме Кибиерота обезбедила је Томи Словену флоту.

## Опсада Цариграда
Већ у децембру 821. године почиње опсада Цариграда која је трајала више од годину дана. Ипак, народне масе нису биле организоване за тако велики корак и због тога нису успеле да пробију цариградске бедеме. Михаилова надмоћнија војска је успела да порази Томине снаге. Михаило спас дугује и бугарском кану Омуртагу који је интервенисао у корист Михаила и растерао Томине трупе. Опсада је прекинута у пролеће 823. године. Тиме је устанак сломљен. Тома се повукао у Аркадиопољ са малим делом војске. У октобру 823. године Тома је ухваћен и после мучења убијен.

## Последице
Томин устанак који је беснео 3 године значајно је ослабио Византијско царство и показао нам да је Византија поред религијским, била инфицирана и социјалним врењем. Калиф који је подржавао грађански рат ипак није успео да се организује и предузме већи напад на Византију.